# Marathon van Antwerpen
De marathon van Antwerpen is een hardloopwedstrijd met onder andere een marathon over 42,195 km, die sinds 1980 jaarlijks aanvankelijk in september, daarna in april en vervolgens terug in september in Antwerpen wordt gehouden. De marathon is qua deelnemers de grootste van België.
In 2021 werd de marathon van de Antwerp 10 Miles afgesplitst. De naam werd toen gewijzigd in Antwerp Night Marathon. De nachtelijke marathon bracht echter te veel verkeersproblemen met zich mee waardoor het jaar nadien opnieuw werd gekozen voor een marathon in de ochtend.

## Uitslagen
| Editie | Jaar              | Snelste man              | Land                     | Tijd                     | Snelste vrouw               | Land                     | Tijd                     |
| ------ | ----------------- | ------------------------ | ------------------------ | ------------------------ | --------------------------- | ------------------------ | ------------------------ |
| 35     | 20 oktober 2024   | Eskil Kinneberg          | Zweden                   | 2:24.41                  | Hanna Christensen           | Verenigde Staten         | 2:53.17                  |
| 34     | 22 oktober 2023   | Vincent Rono             | Kenia                    | 2:13.06                  | Joke Odeyn                  | België                   | 2:54.34                  |
| 33     | 11 september 2022 | Julien Calandreau        | Frankrijk                | 2:29.12                  | Ada Geuze                   | Nederland                | 3:06.24                  |
| 32     | 11 september 2021 | Filip Vercruysse         | België                   | 2:24.11                  | Victoria Warpy              | België                   | 3:02.00                  |
|        | 2020              | Niet gehouden (Covid-19) | Niet gehouden (Covid-19) | Niet gehouden (Covid-19) | Niet gehouden (Covid-19)    | Niet gehouden (Covid-19) | Niet gehouden (Covid-19) |
| 31     | 24 april 2019     | Willem Van Schuerbeeck   | België                   | 2:21.40                  | Astrid Verhoeven            | België                   | 2:41.19                  |
| 30     | 22 april 2018     | Ezekiel Kiprop Koech     | Kenia                    | 2:15.53                  | Ann Sofie Claeys            | België                   | 2:56.06                  |
| 29     | 23 april 2017     | David Cherop             | Oeganda                  | 2:17.13                  | Mieke Dupont                | België                   | 2:54.16                  |
| 28     | 17 april 2016     | Felix Kirwa              | Kenia                    | 2:15.56                  | Hazel Behagg                | Verenigd Koninkrijk      | 2:55.59                  |
| 27     | 26 april 2015     | Florent Caelen           | België                   | 2:16.07                  | Mieke Dupont                | België                   | 2:58.39                  |
| 26     | 27 april 2014     | Moses Mwarur             | Kenia                    | 2:15.26                  | Trui Depondt                | België                   | 2:54.36                  |
| 25     | 21 april 2013     | Abdelhadi El Hachimi     | België                   | 2:12.53                  | Louise Deldicque            | België                   | 2:52.36                  |
| 24     | 22 april 2012     | Paul Kiprop              | Kenia                    | 2:15.38                  | Anje Damen                  | België                   | 3:01.59                  |
| 23     | 17 april 2011     | Elijah Kemboi            | Kenia                    | 2:11.15                  | Anne-Marie Dupont           | België                   | 3:08.06                  |
| 22     | 25 april 2010     | Nahashon Kimaiyo         | Kenia                    | 2:12.00                  | Anne-Marie Dupont           | België                   | 3:03.34                  |
| 21     | 26 april 2009     | Daniel Koech             | Kenia                    | 2:15.20                  | Louise Deldicque            | België                   | 2:53.30                  |
| 20     | 20 april 2008     | Elias Chebet             | Kenia                    | 2:17.54                  | Anja Smolders               | België                   | 2:43.15                  |
| 19     | 22 april 2007     | Wilson Kibet             | Kenia                    | 2:16.37                  | Anja Smolders               | België                   | 2:41.20                  |
|        | 2003-2006         | Niet gehouden            | Niet gehouden            | Niet gehouden            | Niet gehouden               | Niet gehouden            | Niet gehouden            |
| 18     | 22 september 2002 | Eric Gérôme              | België                   | 2:19.45                  | Christiane Gloesener        | België                   | 3:11.43                  |
| 17     | 23 september 2001 | Eric Gérôme              | België                   | 2:14.23                  | Celine Steenhuyzen          | België                   | 3:08.58                  |
| 16     | 24 september 2000 | Eric Gérôme              | België                   | 2:20.04                  | Marleen van Reusel          | België                   | 2:58.08                  |
| 15     | 18 april 1999     | Oleg Otmakhov            | Rusland                  | 2:13.44                  | Lieve Slegers               | België                   | 2:34.23                  |
| 14     | 19 april 1998     | Ronny Ligneel            | België                   | 2:15.22                  | Lyudmila Afonjuschkina      | Rusland                  | 2:38.19                  |
| 13     | 13 april 1997     | Oleg Otmakhov            | Rusland                  | 2:15.40                  | Flora Venegas               | Chili                    | 2:40.15                  |
| 12     | 14 april 1996     | Oleg Otmakhov            | Rusland                  | 2:14.41                  | Kaoru Tsunekawa             | Japan                    | 2:45.58                  |
| 11     | 9 april 1995      | Oleg Otmakhov            | Rusland                  | 2:12.43                  | Marleen Renders             | België                   | 2:31.26                  |
| 10     | 10 april 1994     | Eddy Hellebuyck          | België                   | 2:11.50                  | Marie-Christine Christiaens | België                   | 2:40.54                  |
|        | 1989-1993         | Niet gehouden            | Niet gehouden            | Niet gehouden            | Niet gehouden               | Niet gehouden            | Niet gehouden            |
| 9      | 25 juni 1988      | Onbekend                 |                          |                          | Onbekend                    |                          |                          |
| 8      | 27 juni 1987      | Peter van der Elst       | België                   | 2:21.29                  | Nadine Mawett               | België                   | 3:34.08                  |
| 7      | 11 oktober 1986   | Francois Blommaerts      | België                   | 2:17.48                  | Onbekend                    |                          |                          |
| 6      | 22 juni 1985      | Danny Pauwelijn          | België                   | 2:24.10                  | Rose-Marie Cools            | België                   | 3:27.14                  |
| 5      | 23 juni 1984      | Cor Saelmans             | België                   | 2:15.57                  | Rebecca Price               | Verenigde Staten         | 2:56.50                  |
| 4      | 10 september 1983 | Kjell-Erik Ståhl         | Zweden                   | 2:13.48                  | Magda Ilands                | België                   | 2:37.51                  |
| 3      | 5 juni 1982       | Armand Parmentier        | België                   | 2:19.13                  | Denise Alfvoet              | België                   | 2:56.21                  |
| 2      | 13 juni 1981      | Jon Anderson             | Verenigde Staten         | 2:17.32                  | Doretta Janssens            | België                   | 3:00.52                  |
| 1      | 11 oktober 1980   | Julien Grimon            | België                   | 2:22.05                  | Onbekend                    |                          |                          |

### Parcoursrecords
- Mannen: 2:11.15 - Elijah Kemboi  Kenia (2011)
- Vrouwen: 2:31.26 - Marleen Renders  België (1995)

## Parcours

### Parcours in de eerste jaren
De start is op de Linkeroever van Antwerpen. Na een lus van 8 km gaat de route via de Waaslandtunnel (1770 meter) onder de Schelde door naar het noorden van Antwerpen. Via de antiekwijk, het oude gerechtsgebouw, Binnensingel, park Rivierenhof, vliegveld van Antwerpen en de Schelde wordt de finish bereikt op de Grote Markt.

### Parcours tot de afsplitsing met de 10 Miles
De start is op de Linkeroever van Antwerpen. Na een lus van 4 km gaat de route via de Waaslandtunnel (1770 meter) onder de Schelde door. Vervolgens gaat het via de Kaaien naar het zuiden en langs het vlinderpaleis naar het Kiel. Van Hoboken lopen de deelnemers naar de Krijgsbaan langs Schoonselhof. Een noordelijke bocht langs het Valaarhof en een zuidelijke bocht door Wilrijk worden gevolgd alvorens via de Groenerborgerlaan door Berchem en Borgerhout naar het noorden van Antwerpen te lopen, door park Rivierenhof, langs de Noordersingel en door Park Spoor Noord. Via het Willemdok en het Eilandje met het Museum aan de Stroom bereiken de lopers terug de Kaaien waar vlak na Het Steen met een linkse bocht de finish wordt bereikt op de Grote Markt.

### Parcours vanaf 2022
De start en finish liggen aan het MAS. De lopers gaan via het Havenhuis richting de Scheldekaaien tot aan het Schoonselhof om daarna terug te keren via het stadscentrum naar het MAS. De lopers passeren Olympisch Stadion op het Kiel, het Groen Kwartier, het districtshuis van Borgerhout en de Meir, Groenplaats, en Grote Markt in het stadscentrum. In 2024 leggen deelnemers twee keer de zelfde lus af, het zuidelijkste punt wordt zo de Markgravelei. Ook wordt de Oosterweelsteenweg voor het eerst opgenomen in het parcours. 